# 몬테노테 전투
몬테노테 전투(영어:Battle of Montenotte, 프랑스어:Bataille de Montenotte)는 1796년 4월 12일 프랑스 혁명 전쟁때 북부 이탈리아 몬테노테시 근처에서 보나파르트 장군이 이끄는 프랑스 군대와 아르장토 백작이 이끄는 오스트리아-사르데냐 연합군이 맞붙은 전투이다. 전투 결과 프랑스의 승리로 끝났다.
보나파르트 장군은 리구리안(Ligurian)연안에 진출해 Beaulieu장군의 오스트리아군과 아르장토 백작의 오스트리아-사르데냐 연합군 사이에 파고 들어가 둘을 분리시켰다. 그 후 보나파르트 장군은 라하르페 장군에게 정중앙을 공격할 것을 지시하고, 마세나 장군에게 우익을 맡겨 몬테노테에 공격을 가했다.
아르장토 백작은 프랑스군의 작전행동을 막으려 했으나 이미 너무 늦어 그의 군대는 산산히 부서져, 대부분이 포로로 잡히거나 부상당했다. 이 전투는 보나파르트 장군의 이탈리아 원정에 있어서 첫 번째 승리였다.

## 같이 보기
- 제2차 데고 전투
- 몬도비 전투

## 참조
- Chandler, D. Dictionary of the Napoleonic wars. Wordsworth editions, 1999.
- Smith, D. The Greenhill Napoleonic Wars Data Book. Greenhill Books, 1998.
- Boycott-Brown, M. "The Road to Rivoli, Napoleon's First Campaign". London, Cassell, 2001